# Диета Аткинса
Диета Аткинса (англ. Atkins diet) — официально называемая система питания Аткинса — низкоуглеводная (low-carbohydrate) диета, разработанная кардиологом Робертом Аткинсом, по его словам, на основе исследования «Similarities of Carbohydrate Deficiency and Fasting», опубликованного в журнале Американской Медицинской Ассоциации Гордоном Азаром (Gordon Azar) и Уолтером Лайонсом Блумом (Walter Lyons Bloom) в 1963 году. Аткинс использовал метод, описанный в статье, для борьбы с собственным лишним весом.
Позже он популяризовал этот метод в серии книг, начало которой положила «Диетическая революция доктора Аткинса» 1972. Во второй своей книге «Новая диетическая революция доктора Аткинса» он немного изменил и дополнил некоторые нюансы диеты, но оригинальная концепция осталась неизменной.
Согласно метаобзору исследований низкоуглеводных диет, опубликованному в 2003 в журнале Американской медицинской ассоциации, успешная потеря веса связана не с ограничением количества углеводов, а с длительностью диеты и уменьшением общей калорийности пищи.

## Биохимическое обоснование
Первый этап диеты, называемый индукционным или стимулирующим, необходим для перевода метаболизма человека в кетоз (Ketosis). При кетозе организм производит кетоны из жировых клеток для получения энергии в цикле трикарбоновых кислот (цикле Кребса).
То есть диета Аткинса является кетогенной диетой. Такие диеты позволяют улучшить регулирование инсулина в крови, что особенно важно при сахарном диабете 2-го типа. Поскольку люди, придерживающиеся кетогенной диеты, употребляют в пищу мало углеводов, в крови не образуется значительного количества глюкозы для выброса инсулина. Поскольку отсутствует глюкозо-инсулиновая реакция, в организме происходят изменения обменных процессов, приводящие к использованию накопленных жировых клеток для получения энергии. Уровень глюкозы в крови снижается до значений менее 3,58 ммоль/л (патологическое состояние, называемое гипогликемия), при которых организм для поддержания метаболизма вырабатывает гормон роста, адреналин и гипергликемический гормон поджелудочной железы (глюкагон). В клетках жировой ткани гормон роста и адреналин активируют механизмы расщепления триацилглицерола на жирные кислоты. С током крови жирные кислоты попадают в мышечную ткань и печень, где окисляются с образованием ацетил-КоА — субстрата цикла Кребса. Избыток ацетил-КоА в печени преобразуется в кетоны (кетоновые тела), которые выделяются печенью и в дальнейшем опять преобразуются в мышцах и мозге обратно в ацетил-КоА, чтобы вступить в цикл Кребса. Глюкагон вырабатывается только при низких уровнях глюкозы в крови и инициирует расщепление печенью гликогена в глюкозу. Если потребление человеком углеводов остаётся небольшим, уровень гликогена в печени падает, она начинает расщеплять жиры на свободные жирные кислоты и кетоновые тела, этот процесс называется кетозом. Соответственно, диета Аткинса является разновидностью кетогенных диет.

## Сущность диеты
Диета Аткинса ограничивает потребление углеводов для переключения обмена веществ с использования в качестве энергетического «топлива» глюкозы на сжигание накопленных в теле человека жиров. Этот процесс, называемый кетоз (не путать с кетоацидозом, который имеет схожие симптомы), инициируется низким уровнем инсулина. В обычном состоянии уровень инсулина низок при низком содержании глюкозы в крови (например, перед едой). При кетозе-липолизе излишки липидов в клетках начинают постепенно проникать в кровь и использоваться в качестве источника энергии.
Употребление в пищу простых углеводов (например глюкозы или крахмала, представляющего собой
цепочки молекул глюкозы) приводит к повышению уровня глюкозы сразу после еды (например, при лечении
диабета, по уровню глюкозы в крови определяется суточное количество необходимого пациенту инсулина). Употребление же продуктов с низким содержанием углеводов оказывает лишь незначительное влияние на уровни инсулина и глюкозы в крови.
В своей книге «Новая диетическая революция доктора Аткинса» Аткинс выдвинул неожиданный для того времени тезис, что низкоуглеводная диета обеспечивает метаболическое преимущество для потери веса — поскольку на сжигание жиров расходуется больше калорий [чем на сжигание углеводов], а значит организм при таком питании теряет больше калорий. Он ссылается на исследование, в котором это преимущество оценивается в 950 калорий в сутки. С другой стороны, рецензия журнала Lancet утверждает, что метаболического преимущества нет, и люди, сидящие на такой диете, потребляют меньше калорий из-за депрессии. 
Профессор Астрап (Astrup) говорит — «Монотонность и простота этой диеты ведет к потере аппетита и количества потребляемой пищи». Это сомнительное утверждение, поскольку система питания Аткинса фактически не ограничивает употребления в пищу таких продуктов как мясо, рыба, морепродукты, яйца, салатные овощи, грибы. В небольших количествах Аткинс разрешает употреблять в пищу молочные продукты, орехи и некоторые другие продукты. При этом он не ограничивает содержание в пище жиров, что важно для людей, страдающих избыточным весом. По перечню разрешенных к употреблению продуктов диета Аткинса — одна из самых мягких. Кроме того, выделяющиеся в достаточном количестве на этой диете адреналин и гормон роста сами по себе являются «природными антидепрессантами».

Аткинс утверждает, что голод — главная причина того, что низкожировые диеты не оправдывают себя. Его низкоуглеводная диета переносится значительно легче — ведь можно есть столько пищи, сколько хочется. Аткинс строго ограничивает «простые углеводы» (то есть легкоусваиваемые рафинированные углеводы), которые ведут к резкому повышению уровня глюкозы в крови. Одним из заметных эффектов при таком ограничении действительно является уменьшение аппетита.

## Результаты диеты
Лабораторные исследования, а также стационарные или амбулаторные измерения не проводились.

## Возможные побочные явления
При безуглеводной кетогенной диете уровень кетоновых тел в крови резко повышается. До 20 % образующихся кетоновых тел удаляется из организма при мочеиспускании (кетонурия), а также через кожу и лёгкие. Большинство фруктов и овощей запрещено из-за высокого содержания углеводов, что может вызвать проблемы с пищеварением, особенно на начальном этапе, поэтому для достижения необходимого уровня клетчатки в пище и нормального пищеварения желательно принимать препараты, содержащие растительные волокна (клетчатку). Также в начале диеты рекомендуется принимать поливитамины. После нормализации веса долю овощей в рационе можно увеличить, а препараты, содержащие клетчатку и поливитамины, принимать по мере необходимости. Возможна мышечная слабость из-за пониженного уровня гликогена в мышечных волокнах.
Диета противопоказана при заболеваниях почек и печени, при беременности и кормлении.